# Sigurd Berge
 (juillet 2024).
Pour les articles homonymes, voir Berge (homonymie).
Sigurd Berge, né le 1er juillet 1929 à Vinstra et mort le 1er février 2002, est un compositeur norvégien.

## Biographie
Il étudie la composition auprès de Finn Mortensen de 1956 à 1959. Il travaille ensuite sur la musique électronique à Stockholm, Copenhague et Utrecht. Il devient enseignant au Collège de Sagene, à Oslo, à partir de 1959. Il compose autant de la musique dans un style traditionnel que dans un style électronique.